# Teratozephyrus arisanus
Teratozephyrus arisanus är en fjärilsart som beskrevs av Alfred Ernest Wileman 1911. Teratozephyrus arisanus ingår i släktet Teratozephyrus och familjen juvelvingar. Inga underarter finns listade i Catalogue of Life.